# Синиша Вуцо
Синиша Вуцо (Сплит, 29. април 1971) је хрватски певач, композитор и политичар. Био је кандидат за градоначелника Сплита 2021. године у име странке ХСС.

## Дискографија

### Албуми
1. А гдје си ти? – 1993.
2. Вуцо II – 1995.
3. Вуцо III – 1997.
4. Вуцо IV – 1997.
5. Волим пити и љубити – 1998.
6. Вуцо 2001 – 2001.
7. Врати се, врати – 2002.
8. Јесам! – 2004.
9. Волим народно – 2005.
10. Не могу ти то опростити – 2007.
11. Вуцо XI – 2011.

### Компилације
1. Вуцо: највећи хитови – 2000.
2. Вуцо: megamix – 2003.
3. Златна колекција – 2007.
4. Синиша вуцо - The Love Collection – 2012.
5. The Best of Collection – 2016.